# 曼達勒戈壁市
曼達勒戈壁（ᠮᠠᠨᠳᠠᠯᠭᠣᠪᠢ）是蒙古的城市，位於該國中部戈壁沙漠邊緣，也是中戈壁省的首府，距離首都烏蘭巴托約300公里，海拔高度1,396米，每年平均降雨量173毫米，2007年人口10,299。曼达勒戈壁市官方行政区的正式名称为赛音查干苏木。

## 外部連結
- Mandalgovi at Encyclopædia Britannica
- Map at uk.multimap.com

45°46′00″N 106°16′11″E / 45.76667°N 106.26972°E